# 乌头狼牙绵鳚
乌头狼牙绵鳚，為輻鰭魚綱鱸形目绵鳚亞目绵鳚科的其中一種，分布於西北大西洋區，從加拿大巴芬灣南部至美國北卡羅萊納州海域，屬底棲性魚類，棲息深度在水深800至2394公尺，體長可達30.2公分，屬肉食性，以貝類及蠕蟲等為食。

## 扩展阅读
維基物種上的相關：乌头狼牙绵鳚